# Elecciones regionales de Lima de 2014
Las elecciones regionales de Lima de 2014 se llevaron a cabo el 5 de octubre de 2010 para elegir al presidente regional, al vicepresidente regional y al Consejo Regional para el periodo 2015-2018. La elección se celebró simultáneamente con elecciones regionales y municipales (provinciales y distritales) en todo el Perú. La segunda vuelta regional se llevó a cabo el 7 de diciembre de 2014.

## Sistema electoral
El Gobierno Regional de Lima es el órgano administrativo y de gobierno del departamento de Lima, a excepción de la provincia homónima. Está compuesto por el presidente regional, el vicepresidente regional y el Consejo Regional.
La votación se realiza en base al sufragio universal, que comprende a todos los ciudadanos nacionales mayores de dieciocho años, empadronados y residentes en el departamento de Lima y en pleno goce de sus derechos políticos.
El presidente y vicepresidente regional son elegidos por sufragio directo. Para que un candidato sea proclamado ganador debe obtener no menos de 30 % de votos válidos. En caso ningún candidato logre ese porcentaje en la primera vuelta electoral, los dos candidatos más votados participan en una segunda vuelta o balotaje.
El Consejo Regional de Lima está compuesto por 9 consejeros elegidos por sufragio directo para un período de cuatro (4) años. La votación es por lista cerrada y bloqueada. Cada provincia del departamento de Lima constituye una circunscripción electoral. Se asigna a la lista ganadora los escaños según el método d'Hondt. La distribución y el número de consejeros regionales es la siguiente:
| Circunscripción                                                               | Escaños | Mapa |
| ----------------------------------------------------------------------------- | ------- | ---- |
| Barranca, Cajatambo, Canta, Cañete, Huaral, Huarochirí, Huaura, Oyón y Yauyos | 1       |      |

## Composición del Consejo Regional de Lima
La siguiente tabla muestra la composición del Consejo Regional de Lima antes de las elecciones.
| Partidos | Partidos                                        | Consejeros |
| -------- | ----------------------------------------------- | ---------- |
|          | Concertación para el Desarrollo Regional - Lima | 7          |
|          | Patria Joven                                    | 1          |
|          | Fuerza Regional                                 | 1          |

## Partidos y candidatos
A continuación se muestra una lista de los principales partidos y alianzas electorales que participaron en las elecciones:
| Candidatura | Candidatura    | Partidos y alianzas                                           | Candidato | Candidato                     | Ideología                                                          | Resultado previo | Resultado previo | Ref. |
| Candidatura | Candidatura    | Partidos y alianzas                                           | Candidato | Candidato                     | Ideología                                                          | Votos (%)        | Con.             | Ref. |
| ----------- | -------------- | ------------------------------------------------------------- | --------- | ----------------------------- | ------------------------------------------------------------------ | ---------------- | ---------------- | ---- |
|             | CDR            | Lista - Concertación para el Desarrollo Regional - Lima (CDR) |           | Nelson Chui Mejía             | Regionalismo limeño                                                | 23.79%           | 7                |      |
|             | PJ             | Lista - Patria Joven (PJ)                                     |           | Andrés Tello Velazco          | Regionalismo limeño                                                | 12.69%           | 1                |      |
|             | FR             | Lista - Fuerza Regional (FR)                                  |           | Ricardo Chavarría Oría        | Regionalismo limeño                                                | 9.96%            | 1                |      |
|             | FP             | Lista - Fuerza Popular (FP)                                   |           | Manuel Llanos Coca            | Fujimorismo Conservadurismo social Populismo de derecha            | 9.07%            | 0                |      |
|             | Confianza Perú | Lista - Colectivo Ciudadano Confianza Perú (Confianza Perú)   |           | César Zapata Bellón           | Regionalismo limeño                                                | 5.18%            | 0                |      |
|             | PP             | Lista - Perú Posible (PP)                                     |           | Héctor Jhon Caro              | Socioliberalismo Democracia liberal Tercera vía                    | 3.66%            | 0                |      |
|             | AP             | Lista - Acción Popular (AP)                                   |           | Manuel Chinchay Febres        | Partido atrapalotodo                                               | 2.95%            | 0                |      |
|             | UPP            | Lista - Unión por el Perú (UPP)                               |           | Héctor Valer Pinto            | Nacionalismo de izquierda Socialdemocracia                         | 1.39%            | 0                |      |
|             | PHP            | Lista - Partido Humanista Peruano (PHP)                       |           | Paul Caro Gamarra             | Humanismo Socialismo Ecosocialismo                                 | 0.84%            | 0                |      |
|             | SN             | Lista - Solidaridad Nacional (SN)                             |           | Carlos Almerí Veramendi       | Conservadurismo liberal Liberalismo económico                      | Nuevo            | Nuevo            |      |
|             | SU             | Lista - Siempre Unidos (SU)                                   |           | Lita Román Bustinza           | Partido atrapalotodo                                               | Nuevo            | Nuevo            |      |
|             | APP            | Lista - Alianza para el Progreso (APP)                        |           | Marcial Palomino García Milla | Liberalismo económico Conservadurismo liberal Populismo de derecha | Nuevo            | Nuevo            |      |
|             | FA             | Lista - Frente Amplio (FA)                                    |           | Manuel Benza Pflücker         | Socialismo Ecologismo Descentralización                            | Nuevo            | Nuevo            |      |
|             | JC             | Lista - Movimiento Regional Justicia y Capacidad (JC)         |           | José Cataño Sánchez           | Regionalismo limeño                                                | Nuevo            | Nuevo            |      |
|             | UCL            | Lista - Movimiento Regional Unidad Cívica Lima (UCL)          |           | Rosa Vásquez Cuadrado         | Regionalismo limeño                                                | Nuevo            | Nuevo            |      |

## Sondeos de opinión
La siguiente tabla enumera las estimaciones de la intención de voto en orden cronológico inverso, mostrando las más recientes primero y utilizando las fechas en las que se realizó el trabajo de campo de la encuesta. Cuando se desconocen las fechas del trabajo de campo, se proporciona la fecha de publicación.
Leyenda:
     Sondeo realizado en el periodo de prohibición legal de la difusión de sondeos de intención de voto.

### Primera vuelta

#### Intención de voto
La siguiente tabla enumera las estimaciones ponderadas (sin incluir votos en blanco y nulos) de la intención de voto.
|                                       |            |   |      |      |      |      |      |     |  |  |
| Elecciones regionales de 2014         | 5 oct 2014 | — | 19.2 | 13.7 | 12.9 | 11.8 | 11.8 | 5.5 |  |  |
|                                       |            |   |      |      |      |      |      |     |  |  |
| Ipsos Perú/América                    | 5 oct 2014 | ? | 20.3 | 16.4 | 14.5 | –    | –    | 3.9 |  |  |
| Datum Internacional/Frecuencia Latina | 5 oct 2014 | ? | 23.3 | –    | –    | –    | –    | ?   |  |  |
| Ipsos Perú/América                    | 5 oct 2014 | ? | 13.6 | 16.2 | 17.4 | –    | –    | 1.2 |  |  |
| Datum Internacional/Frecuencia Latina | 5 oct 2014 | ? | 16.9 | 15.7 | 14.3 | –    | 12.4 | 1.2 |  |  |

## Resultados

### Gobierno Regional de Lima
| Candidatos           | Candidatos                    | Partidos y coaliciones                                | Primera vuelta 5 oct 2014 | Primera vuelta 5 oct 2014 | Balotaje 7 dic 2014 | Balotaje 7 dic 2014 |  |
| Candidatos           | Candidatos                    | Partidos y coaliciones                                | Votos                     | %                         | Votos               | %                   |  |
| -------------------- | ----------------------------- | ----------------------------------------------------- | ------------------------- | ------------------------- | ------------------- | ------------------- |  |
|                      | Nelson Chui Mejía             | Concertación para el Desarrollo Regional - Lima (CDR) | 93,607                    | 19.15                     | 279,607             | 58.76               |  |
|                      | Andrés Tello Velazco          | Patria Joven (PJ)                                     | 66,800                    | 13.69                     | 196,246             | 41.24               |  |
|                      | Manuel Llanos Coca            | Fuerza Popular (FP)                                   | 63,078                    | 12.91                     |                     |                     |  |
|                      | Marcial Palomino García Milla | Alianza para el Progreso (APP)                        | 57,658                    | 11.80                     |                     |                     |  |
|                      | Ricardo Chavarría Oría        | Fuerza Regional (FR)                                  | 57,437                    | 11.75                     |                     |                     |  |
|                      | Rosa Vásquez Cuadrado         | Movimiento Regional Unidad Cívica Lima (UCL)          | 55,361                    | 11.33                     |                     |                     |  |
|                      | Carlos Almerí Veramendi       | Solidaridad Nacional (SN)                             | 22,303                    | 4.56                      |                     |                     |  |
|                      | Lita Román Bustinza           | Siempre Unidos (SU)                                   | 21,014                    | 4.30                      |                     |                     |  |
|                      | César Zapata Bellón           | Colectivo Ciudadano Confianza Perú (C)                | 12,378                    | 2.53                      |                     |                     |  |
|                      | Manuel Chinchay Febres        | Acción Popular (AP)                                   | 11,405                    | 2.33                      |                     |                     |  |
|                      | José Cataño Sánchez           | Movimiento Regional Justicia y Capacidad (JC)         | 11,005                    | 2.25                      |                     |                     |  |
|                      | Héctor Valer Pinto            | Unión por el Perú (UPP)                               | 5,243                     | 1.07                      |                     |                     |  |
|                      | Héctor Jhon Caro              | Perú Posible (PP)                                     | 4,324                     | 0.88                      |                     |                     |  |
|                      | Manuel Benza Pflücker         | Frente Amplio (FA)                                    | 3,951                     | 0.81                      |                     |                     |  |
|                      | Paul Caro Gamarra             | Partido Humanista Peruano (PHP)                       | 3,171                     | 0.65                      |                     |                     |  |
|                      |                               |                                                       |                           |                           |                     |                     |  |
| Total                | Total                         | Total                                                 | 488,735                   |                           | 475,853             |                     |  |
|                      |                               |                                                       |                           |                           |                     |                     |  |
| Votos válidos        | Votos válidos                 | Votos válidos                                         | 488,735                   | 83.77                     | 475,853             | 90.59               |  |
| Votos en blanco      | Votos en blanco               | Votos en blanco                                       | 51,222                    | 8.78                      | 6,202               | 1.18                |  |
| Votos nulos          | Votos nulos                   | Votos nulos                                           | 43,440                    | 7.45                      | 43,249              | 8.23                |  |
| Votos emitidos       | Votos emitidos                | Votos emitidos                                        | 583,397                   | 85.99                     | 525,304             | 77.42               |  |
| Abstenciones         | Abstenciones                  | Abstenciones                                          | 95,083                    | 14.01                     | 153,176             | 22.58               |  |
| Votantes registrados | Votantes registrados          | Votantes registrados                                  | 678,480                   |                           | 678,480             |                     |  |
|                      |                               |                                                       |                           |                           |                     |                     |  |
| Fuente:              |                               |                                                       |                           |                           |                     |                     |  |

### Consejo Regional de Lima
|                                                                                                |                                                       |              |              |              |         |         |  |  |
| Partidos y coaliciones                                                                         | Partidos y coaliciones                                | Voto popular | Voto popular | Voto popular | Escaños | Escaños |  |  |
| Partidos y coaliciones                                                                         | Partidos y coaliciones                                | Votos        | %            | ±pp          | Total   | +/−     |  |  |
|                                                                                                | Concertación para el Desarrollo Regional - Lima (CDR) | 82,030       | 17.80        | –3.52        | 2       | –5      |  |  |
|                                                                                                | Patria Joven (PJ)                                     | 68,195       | 14.80        | +3.71        | 3       | +2      |  |  |
|                                                                                                | Fuerza Popular (FP)1                                  | 63,244       | 13.72        | +4.10        | 0       | ±0      |  |  |
|                                                                                                | Alianza para el Progreso (APP)                        | 57,419       | 12.46        | Nuevo        | 3       | +3      |  |  |
|                                                                                                | Movimiento Regional Unidad Cívica Lima (UCL)          | 50,317       | 10.92        | Nuevo        | 0       | ±0      |  |  |
|                                                                                                | Fuerza Regional (FR)                                  | 27,398       | 5.94         | –2.09        | 1       | ±0      |  |  |
|                                                                                                | Solidaridad Nacional (SN)                             | 25,584       | 5.55         | Nuevo        | 0       | ±0      |  |  |
|                                                                                                | Colectivo Ciudadano Confianza Perú (C)                | 19,722       | 4.28         | –2.07        | 0       | ±0      |  |  |
|                                                                                                | Siempre Unidos (SU)                                   | 18,956       | 4.11         | Nuevo        | 0       | ±0      |  |  |
|                                                                                                | Movimiento Regional Justicia y Capacidad (JC)         | 15,003       | 3.26         | Nuevo        | 0       | ±0      |  |  |
|                                                                                                | Acción Popular (AP)                                   | 14,294       | 3.10         | +0.13        | 0       | ±0      |  |  |
|                                                                                                | Unión por el Perú (UPP)                               | 7,821        | 1.70         | –0.11        | 0       | ±0      |  |  |
|                                                                                                | Perú Posible (PP)                                     | 4,358        | 0.95         | –2.70        | 0       | ±0      |  |  |
|                                                                                                | Partido Humanista Peruano (PHP)                       | 3,581        | 0.78         | –0.22        | 0       | ±0      |  |  |
|                                                                                                | Frente Amplio (FA)                                    | 2,972        | 0.64         | Nuevo        | 0       | ±0      |  |  |
|                                                                                                |                                                       |              |              |              |         |         |  |  |
| Total                                                                                          | Total                                                 | 460,894      |              |              | 9       | ±0      |  |  |
|                                                                                                |                                                       |              |              |              |         |         |  |  |
| Votos válidos                                                                                  | Votos válidos                                         | 460,894      | 79.00        | +8.81        |         |         |  |  |
| Votos en blanco                                                                                | Votos en blanco                                       | 79,311       | 13.59        | –5.23        |         |         |  |  |
| Votos nulos                                                                                    | Votos nulos                                           | 43,192       | 7.40         | –3.59        |         |         |  |  |
| Votos emitidos                                                                                 | Votos emitidos                                        | 583,397      | 85.99        | –2.13        |         |         |  |  |
| Abstenciones                                                                                   | Abstenciones                                          | 95,083       | 14.01        | +2.13        |         |         |  |  |
| Votantes registrados                                                                           | Votantes registrados                                  | 678,480      |              |              |         |         |  |  |
|                                                                                                |                                                       |              |              |              |         |         |  |  |
| Fuente:                                                                                        |                                                       |              |              |              |         |         |  |  |
| Notas al pie: 1 Comparado con los resultados de Fuerza 2011 (F2011) en las elecciones de 2010. |                                                       |              |              |              |         |         |  |  |
| Notas al pie:                                                                                  |                                                       |              |              |              |         |         |  |  |
| 1 Comparado con los resultados de Fuerza 2011 (F2011) en las elecciones de 2010.               |                                                       |              |              |              |         |         |  |  |

### Autoridades electas
| Cargo                                       | Autoridad electa | Autoridad electa          | Partido político | Partido político                                |
| ------------------------------------------- | ---------------- | ------------------------- | ---------------- | ----------------------------------------------- |
| Presidente Regional de Lima                 |                  | Nelson Chui Mejía         |                  | Concertación para el Desarrollo Regional        |
| Vicepresidente Regional de Lima             |                  | Juan Chong Campana        |                  | Concertación para el Desarrollo Regional        |
| Consejero Regional de Lima (por Barranca)   |                  | Jorge Taboada Samanamud   |                  | Alianza para el Progreso                        |
| Consejero Regional de Lima (por Cajatambo)  |                  | Vicente Rivera Loarte     |                  | Alianza para el Progreso                        |
| Consejero Regional de Lima (por Canta)      |                  | Aníbal Ramón Ruffner      |                  | Fuerza Regional                                 |
| Consejero Regional de Lima (por Cañete)     |                  | Vladimir Rojas Hinostroza |                  | Patria Joven                                    |
| Consejero Regional de Lima (por Huaral)     |                  | Luis Casas Sebastián      |                  | Concertación para el Desarrollo Regional        |
| Consejero Regional de Lima (por Huarochirí) |                  | José Romero Aguilar       |                  | Patria Joven                                    |
| Consejero Regional de Lima (por Huaura)     |                  | Miguel Mufarech Nemy      |                  | Concertación para el Desarrollo Regional - Lima |
| Consejero Regional de Lima (por Oyón)       |                  | Hugo Pérez Cueva          |                  | Alianza para el Progreso                        |
| Consejero Regional de Lima (por Yauyos)     |                  | Miguel Arbieto Elguera    |                  | Patria Joven                                    |